# Scymnus monticola
Scymnus monticola är en skalbaggsart som beskrevs av Thomas Casey 1899. Scymnus monticola ingår i släktet Scymnus och familjen nyckelpigor. Inga underarter finns listade i Catalogue of Life.